# Loferer Straße
Die Loferer Straße (B 178) ist eine Landesstraße in Österreich mit einer Länge von 65,1 km.

## Verlauf
Die Loferer Straße beginnt am Autobahnzubringer Wörgl-Ost im Gemeindegebiet von Kirchbichl im Inntal und führt vorbei am Wilden Kaiser durch das Sölllandl nach St. Johann in Tirol. Ab dort folgt sie der Großache durch das Leukental bis Erpfendorf und verläuft anschließend vorbei an Waidring, über den Pass Strub und Lofer ins Tal der Saalach. Dieser folgt sie bis zur Staatsgrenze zu Deutschland beim Steinpass.

## Geschichte

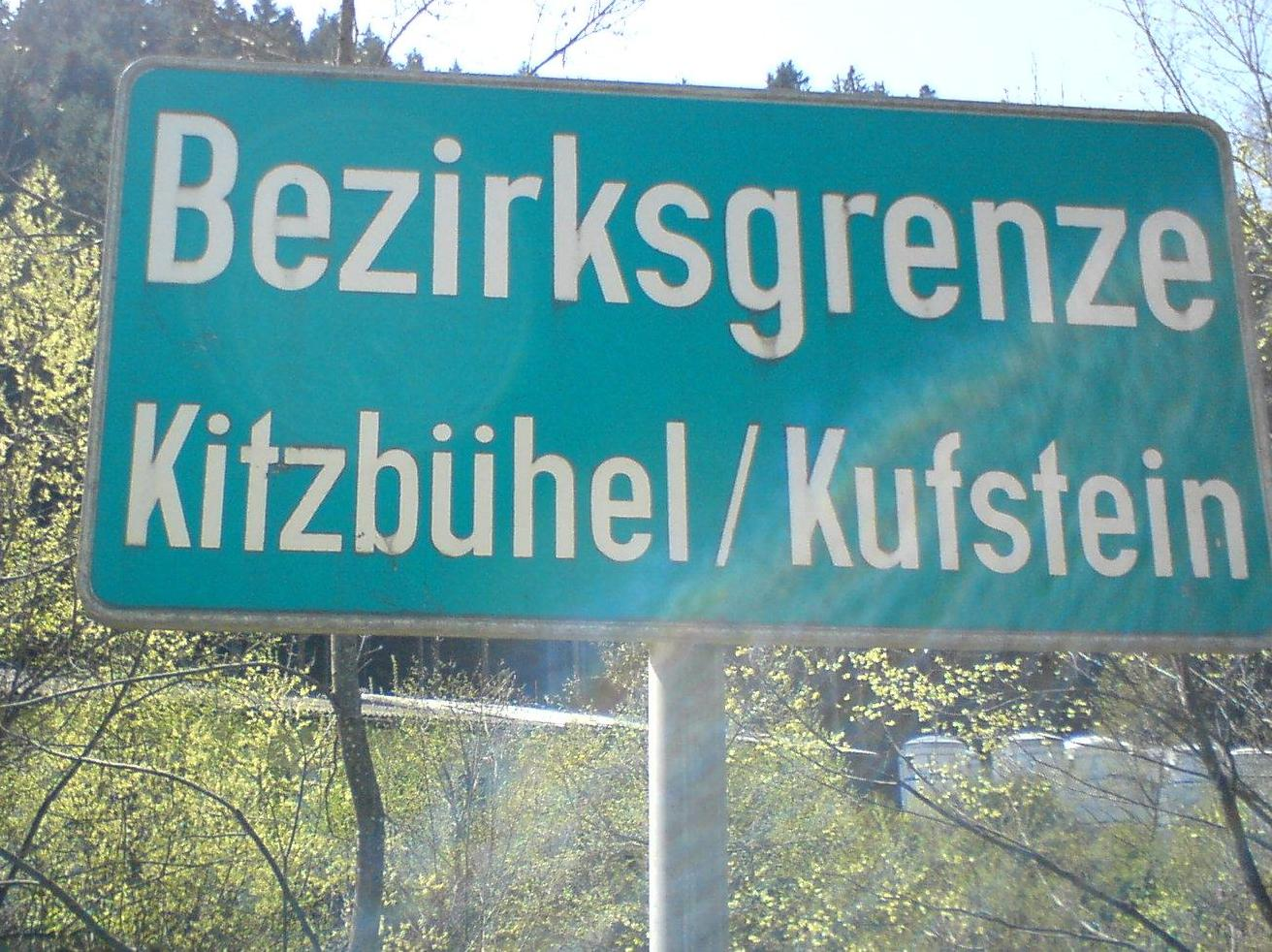
Bezirksgrenze

Die Salzburger Straße von Innsbruck über Lofer nach Salzburg gehört zu den Bundesstraßen, die durch das Bundesgesetz vom 8. Juli 1921 eingerichtet wurden. Bis 1938 wurde die Straße zwischen Bregenz und Wien als B 1 bezeichnet, nach dem Anschluss Österreichs wurde diese Straße bis 1945 als Teil der Reichsstraße 31 geführt.
Vom 1. April 1948 bis zum 31. Dezember 1972 wurde diese Straße durchgehend als Wiener Straße bezeichnet.
Gemäß Bundesstraßengesetz von 1971 sollte die Wiener Straße durch die Loferer Schnellstraße (S 12) ersetzt werden. Diese Schnellstraße wurde jedoch nicht gebaut, deshalb wird die Loferer Straße seit 1999 als B 178 bezeichnet.

### Ausbau
Da die B 178 Loferer Straße eine vielbefahrene Verbindungsstraße zwischen Wörgl und St. Johann (und weiter über das Kleine deutsche Eck nach Salzburg) ist und das Verkehrsaufkommen in den letzten Jahren sehr stark gestiegen ist, sind mehrere große Baulose in Planung, im Bau oder bereits abgeschlossen:
 In Betrieb sind die Umfahrungen Lofer und Unken (mit Tunnel), die Umfahrung Bruckhäusl (Unterflurtrasse) auf Wörgler Gemeindegebiet inklusive direktem Anschluss an die Inntalautobahn, seit 2009 der kreuzungsfreie Ausbau in Going und seit Mitte 2012 der kreuzungsfreie Ausbau in Söll mit Unterflurtrasse.
Im Sommer 2010 war Baubeginn für das Baulos Söll vom Ortsteil Wald bei Straßenkilometer 9,170 bis nach Hauning bei km 11,285. Unter anderem wurde die bestehende Kreuzung in Söll mit Zufahrten ins Schigebiet und Söll-Zentrum durch eine neue Unterflurtrasse mit aufgesetztem Kreisverkehr vollkommen ersetzt.
Die umweltgerechte Umgestaltung der B 178 in Söll trägt zu einer Verbesserung der Verkehrssicherheit bei. Dennoch wird die neue Trasse in Söll von der Bevölkerung stark kritisiert, da der Verkehrslärm seit der Neueröffnung im Jahr 2012 in einigen Ortsteilen rund um den Ortskern wesentlich zugenommen hat. In Kritik stehen vor allem die nur einseitig errichtete 3,10 Meter hohe und rund 400 Meter lange Lärmschutzwand im Ortsteil Wald, die den Lärm in Richtung Ortskern schallt, sowie die Erhöhung der Geschwindigkeit von 60 auf 80 km/h samt Verbreiterung der Fahrspuren.
Die Gemeinde und das Land Tirol haben Maßnahmen zur Verbesserung der Situation in Söll angekündigt. Dennoch beschäftigt nun auch ein Dringlichkeitsantrag den Tiroler Landtag mit dem Lärmproblem. Die Bürger fordern eine unabhängige Prüfung, ob und wie durch die derzeit geplanten Lärmschutzmaßnahmen die Lebensqualität in Söll in vollem Umfang wiederhergestellt werden kann: durch die derzeit geplanten Nachbesserungsarbeiten soll der Lärmpegel um nur 3 Dezibel reduziert werden, obwohl der Verkehrslärm durch die neue Trasse um bis zu 15 Dezibel zugenommen hat. Die schwarz-grüne Regierungskoalition hat dem Antrag im Dezember 2013 keine Dringlichkeit zuerkannt. Derzeit beschäftigt sich der Landtagsausschuss mit dem Lärmproblem in Söll. Der Verkehrsausschuss hat den Antrag jedoch ohne Befristung ausgesetzt. Das Lärmproblem in Söll ist nach wie vor erheblich. Die Gesamtkosten für die umweltgerechte Umgestaltung der B 178 in Söll belaufen sich mittlerweile auf 22 Millionen Euro.
Mittlerweile wurde die Ortsdurchfahrt Ellmau (Baubeginn 2013 Fertigstellung 2017) von km 18,40 bis km 19,90 sowie die Kreuzung Scheffau kreuzungsfrei ausgebaut (Baubeginn 2021 Fertigstellung 2024).
Laut Schätzungen soll sich das Verkehrsaufkommen auf der B 178 im Sölllandl schon bis 2017 verdoppeln. Die B 178 ist eine der meistbefahrenen Straßen Österreichs und verbindet Tirol mit Salzburg. Auf der Straße herrscht reger Transitverkehr.

## Kilometrierung

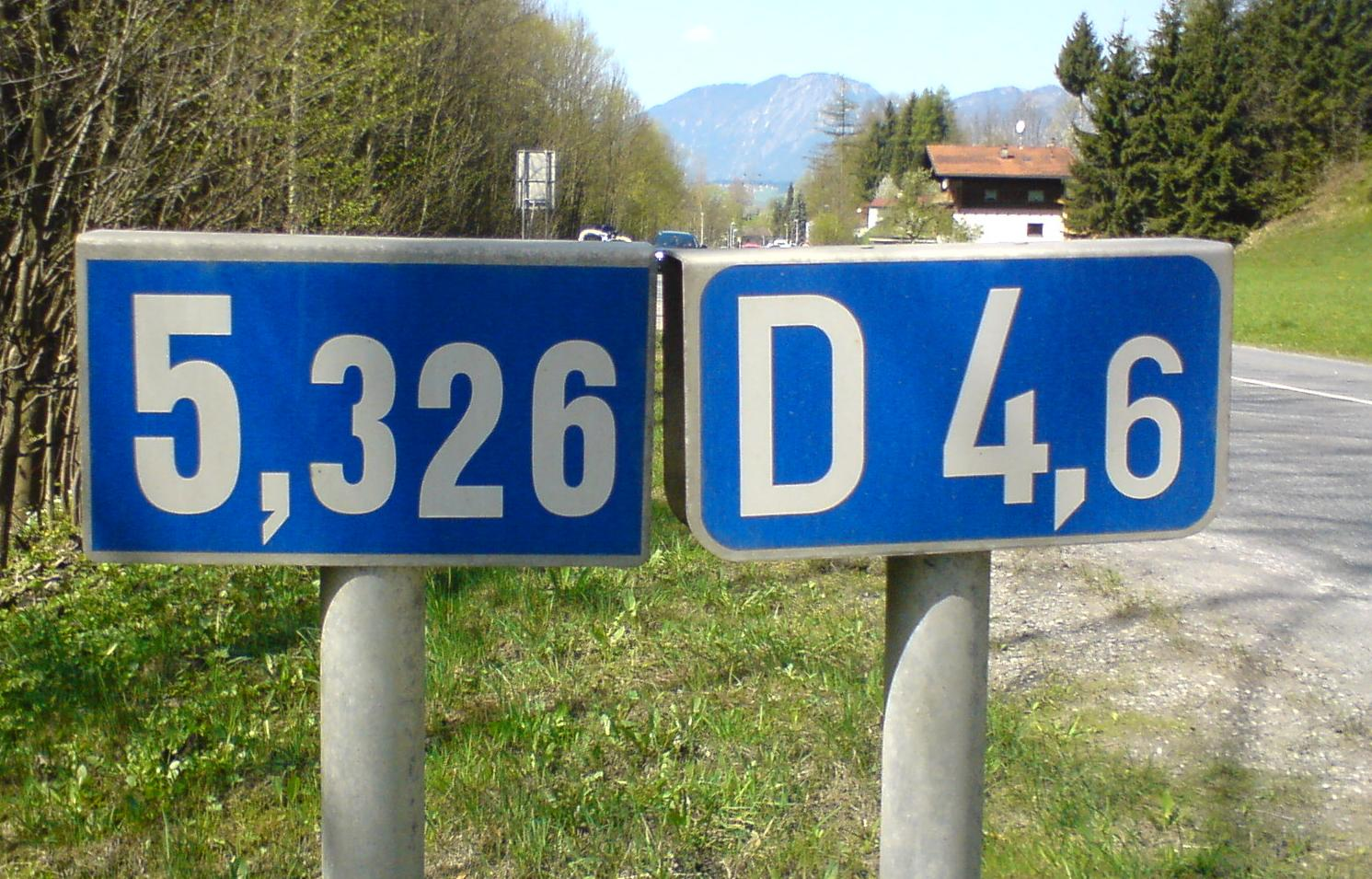
Kilometrierung neu / alt

Durch den Bau der Umfahrung Bruckhäusl und den neuen Beginn der B 178 direkt als Verlängerung des Autobahnzubringers wurde die Straße länger und ab km 0,0 neu kilometriert. Beim Ende des Bauabschnittes ist der Übergang zur alten Kilometrierung – siehe Foto. Die Reihenfolge der Kilometertafeln in diesem Abschnitt lautet jetzt: … – 4,6 – 4,8 – 5,0 – 5,2 – 5,326 / D 4,6 – D 4,8 – D 5,0 – D 5,2 – 5,4 – …